# Derrick: Zeichen der Gewalt
Zeichen der Gewalt ist der Titel der achten Episode der Krimiserie Derrick mit Horst Tappert in der Titelrolle und Fritz Wepper als Inspektor Harry Klein.

## Handlung
Der Rechtsanwalt Dr. Martin Rieger wird telefonisch aufgefordert, für seinen Mandanten Günter Hausmann eine Pistole ins Gefängnis zu schleusen. Als Druckmittel wird seine Ehefrau Herta Rieger mit verbundenen Augen bei sich zu Hause von zwei Erpressern gefangen gehalten. Aufgrund dessen willigt Dr. Rieger ein. Nach der Übergabe wartet er gemäß Vereinbarung am Königsplatz, bis ihm der dortige Parkwächter mitteilt, dass er nach Hause fahren könne. Dort findet er seine Frau gefesselt vor. Telefonisch erfährt er, dass Hausmann den Gefängniswärter Pleitgen erschossen hat und anschließend geflohen ist. Rieger hatte beabsichtigt, dies durch die Entfernung von fünf Patronen aus der Waffe im Vorfeld der Übergabe zu verhindern. Eine sechste Patrone im Lauf der bereits durchgeladenen Pistole hatte er dabei jedoch nicht beachtet. Er macht sich daher Vorwürfe und begeht Suizid.
Derrick und Klein suchen Günter Hausmanns Ehefrau Irina und deren Mutter auf, die fälschlicherweise behaupten, nichts von dessen Flucht zu wissen. Die Überwachung des Wohnhauses wird veranlasst. Die Kommissare suchen den Nachtclub auf, in dem Hausmann und seine Frau angestellt sind. Der Inhaber behauptet ebenfalls, keine Kenntnisse über den Verbleib Hausmanns zu haben. 
Frau Rieger bietet den Kommissaren ihre Mithilfe bei der Aufklärung des Verbrechens an. Dazu fertigen diese von Gesprächen mit möglicherweise Verdächtigen Mitschnitte an und spielen sie ihr im Nachgang vor. Sie erkennt jedoch keine der Stimmen wieder. Anschließend besucht sie das Nachtlokal zwecks weiterer Nachforschungen, obwohl die Kommissare ihr davon abraten. Hausmann hält sich inzwischen im Backstagebereich des Lokals auf, wo ihn mehrere Kollegen überrascht antreffen. Der Clubinhaber Palm informiert ihn, dass sowohl die Polizei als auch Frau Rieger im Haus seien und dass eventuell entlarvende Mitschnitte von Gesprächen angefertigt wurden. Er versteckt sich im Obergeschoss des Gebäudes. Derrick vermutet ihn allerdings dort und findet ihn sowie seine Frau tatsächlich vor. Ihm gelingt jedoch die Flucht aus dem Fenster.
Gegenüber Irina Hausmann behaupten Derrick und Klein später, der Täter sei inzwischen gefasst und beobachten aus einer benachbarten Wohnung, dass sie nichtsdestotrotz erst einige Stunden später das Haus verlässt. Sie sind daher davon überzeugt, dass Günter Hausmann sich inzwischen innerhalb seines Wohnhauses versteckt, wo sie umgehend nach ihm suchen. Er flüchtet erneut, wird dabei jedoch von Derrick angeschossen und festgenommen.

## Hintergrund
Der Täter ist dem Zuschauer von Anfang an bekannt. Dieses Prinzip der invertierten Detektivgeschichte war während der ersten Staffel der Serie üblich.
Sybil Danning wurde von Ingrid van Bergen nachsynchronisiert.
Erstmals im Verlauf der Serie wird im Abspann darauf hingewiesen, dass eventuelle Ähnlichkeiten mit lebenden oder verstorbenen Personen nur zufällig sein können.